# Parafia św. Antoniego Padewskiego w Krakowie
Parafia św. Antoniego Padewskiego w Krakowie – parafia rzymskokatolicka należąca do dekanatu Kraków-Bronowice archidiecezji krakowskiej w Bronowicach Małych przy ulicy Pod Strzechą.

## Zasięg parafii
Do parafii należą wierni z Krakowa mieszkający przy ulicach: Balickiej numery nieparzyste 1–119 i parzyste 40–100, Boya-Żeleńskiego, Bronowickiej numery nieparzyste 121–133 i 136, Filtrowej, Groszkowej, Jabłonowskiej 1 i 3, Katowickiej, Samuela Bogumiła Lindego, Na Błonie numery nieparzyste 15, 23–59 i parzyste 6–58, Narcyzowej, Naukowców, Palmowej, Pasternik numery nieparzyste 15-41, Pejpera, Pod Strzechą, Radzikowskiego numery nieparzyste 117–157 i parzyste 166–170, Włodzimierza Tetmajera, Trawiastej, Wernyhory, Wieniawy-Długoszowskiego, Witkiewicza 11, 11a, 15, Wizjonerów numery parzyste 2, 4 i nieparzyste 5,7, Zarzecze numery nieparzyste 97–109 i parzyste 124–136, Zielony Most, Zygmunta Starego 1, 1A, 1B, 1C, 1D, 1E, 1F, os. Złota Podkowa, Władysława Żeleńskiego.

## Historia parafii
Parafia została erygowana w 1949.
Kościół parafialny został wzniesiony w latach 1963–1983, według projektu krakowskiego architekta Antoniego Mazura. Konsekracji świątyni dokonał w 1999 ks. kardynał Franciszek Macharski.

## Proboszczowie
- ks. Antoni Gigoń (1949–1957)[1]
- ks. Stanisław Truszkowski (1957–1986)[1]
- ks. Leopold Witek (1986–2009)
- ks. Marian Bylica (2009–2016)
- ks. Robert Piwowarczyk (2017–nadal)

## Wspólnoty parafialne
- Służba liturgiczna